# FK Novaci
FK Novaci (Macedonisch: ФК Новаци) is een Macedonische voetbalclub uit Gevgelija.
De club promoveerde in 2008 naar de Vtora Liga (tweede klasse). In 2018 degradeerde de club.
Arsimi ·
Bashkimi ·
Belasica · 
FK Borec
Bregalnica Štip ·
Detonit · 
Kožuv · 
Makedonija · 
Novaci ·
Ohrid · 
Osogovo · 
Pobeda · 
Sasa · 
Skopje · 
Vardar Negotino ·
FK Vardarski